# AlhóndigaKomik
AlhóndigaKomik fue una beca otorgada a jóvenes historietistas por La Alhóndiga de Bilbao entre 2006 y 2011. Los seleccionados ganaban una estancia de un año en La Maison des Auteurs de Angulema para desarrollar su proyecto. Su cuantía ascendía a 12000 euros y estaba coordinada por el catedrático Antonio Altarriba.

## Trayectoria
Durante su trayectoria, permitió afianzar la carrera de los siguientes autores:
- Clara Tanit
- Lola Lorente
- Álvaro Ortiz
- Martín Romero
- Alfonso Zapico

En 2012 Lourdes Fernández, recién nombrada directora de AlhondigaBilbao, anunció su cancelación. Como consecuencia de ello, unas 400 figuras del mundo del arte firmaron una carta en la que solicitaban su reanudación.